# 扎古拉 (摩洛哥)
30°19′50″N 5°50′17″W / 30.33056°N 5.83806°W

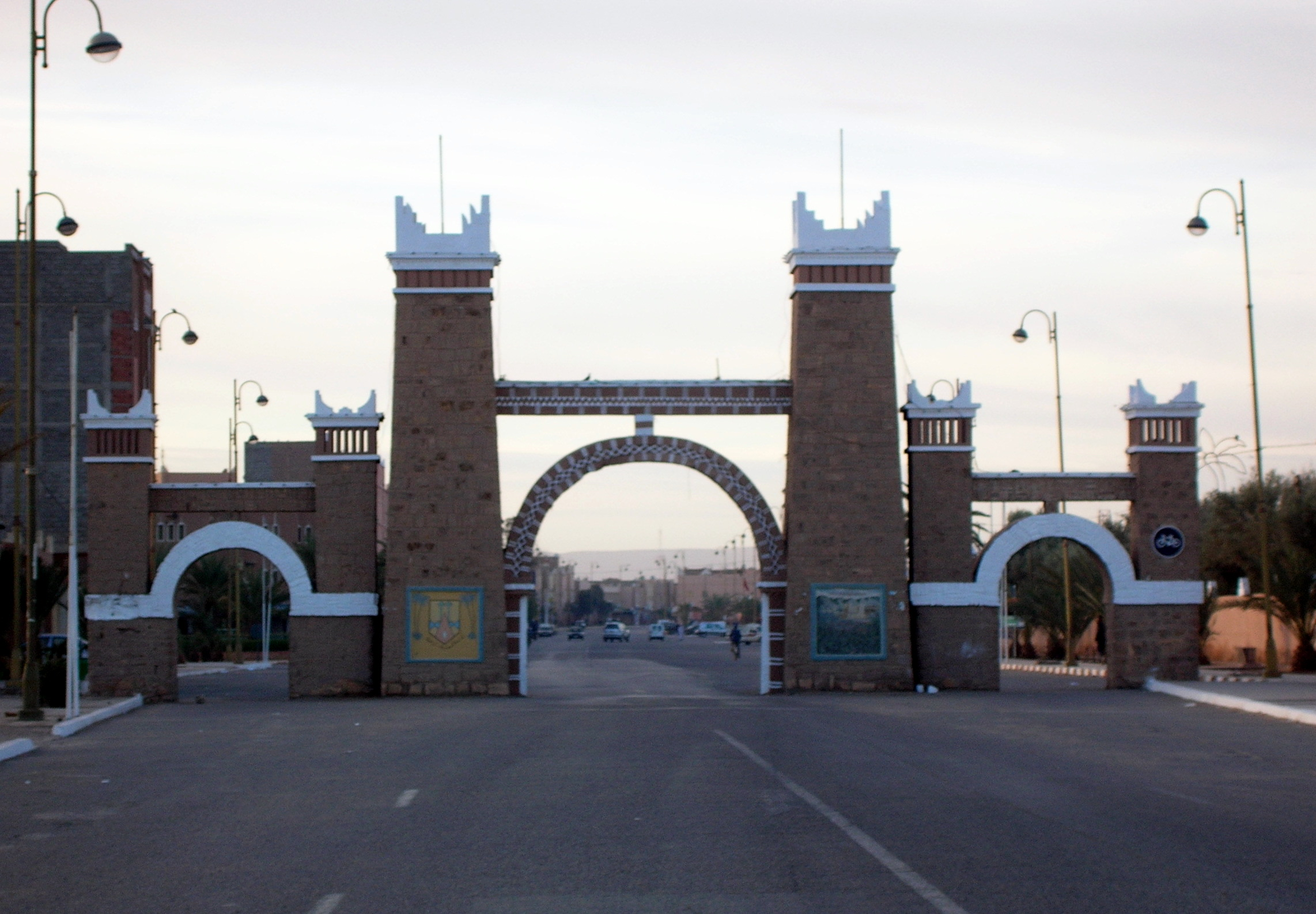

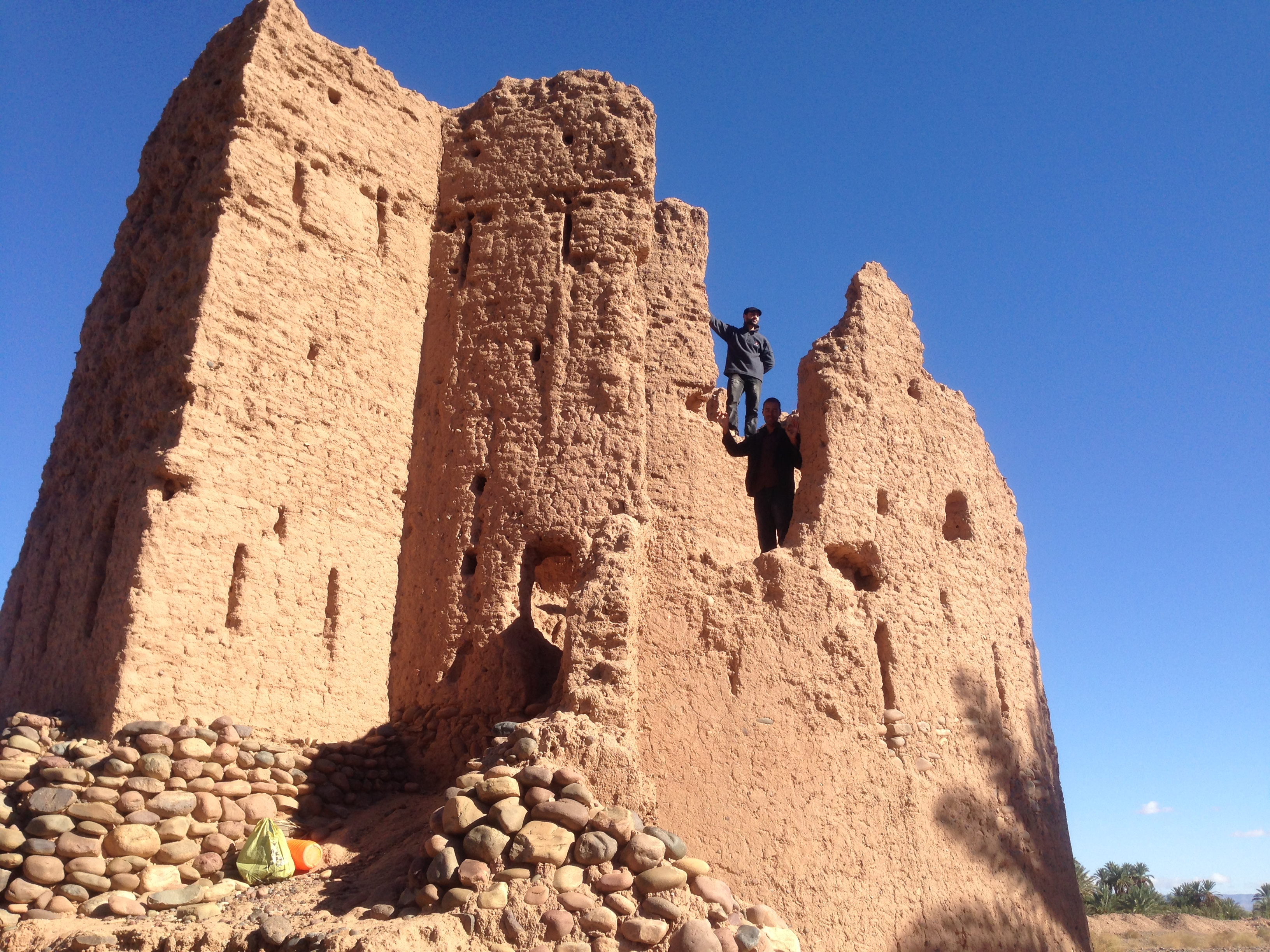

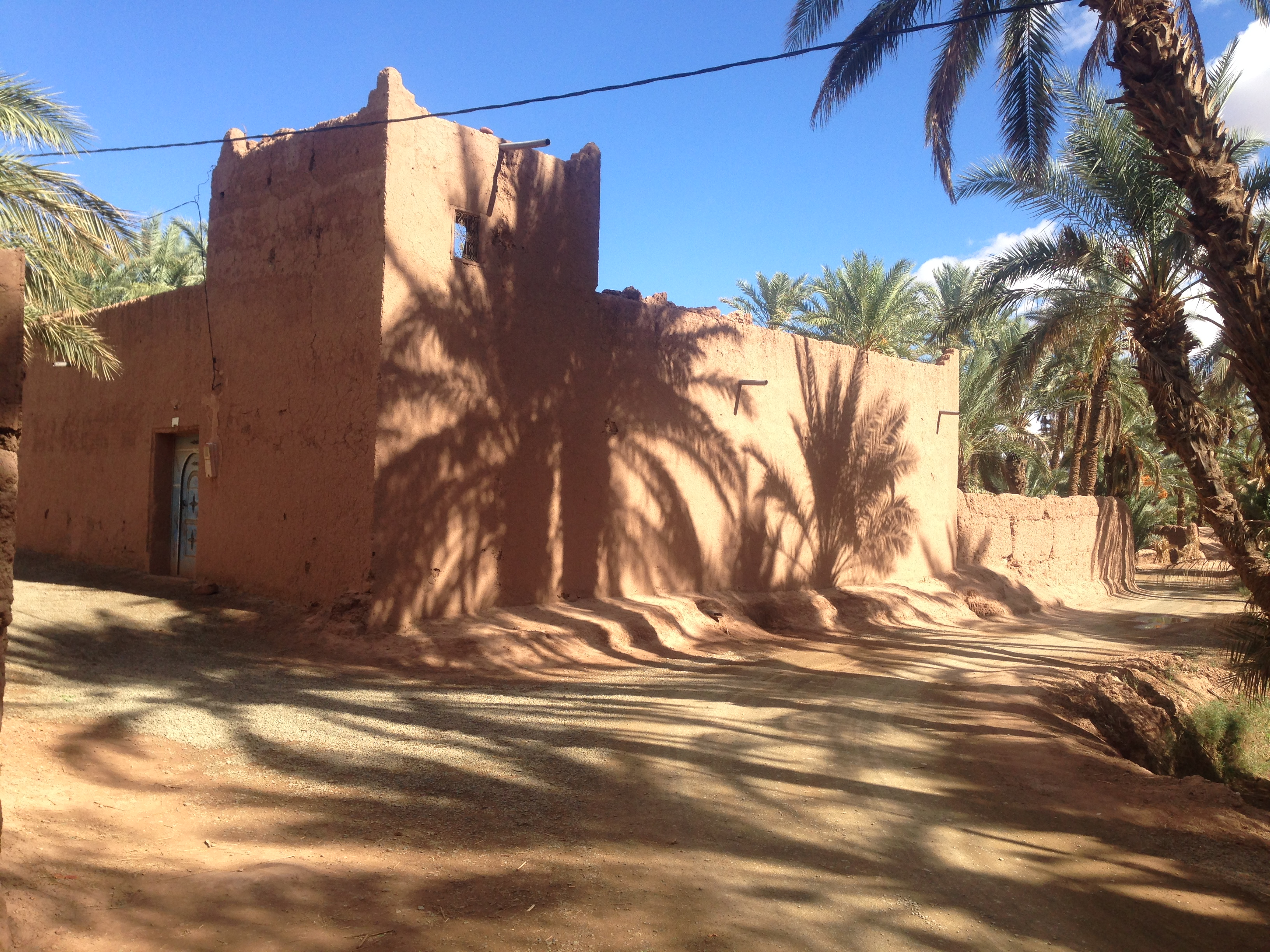

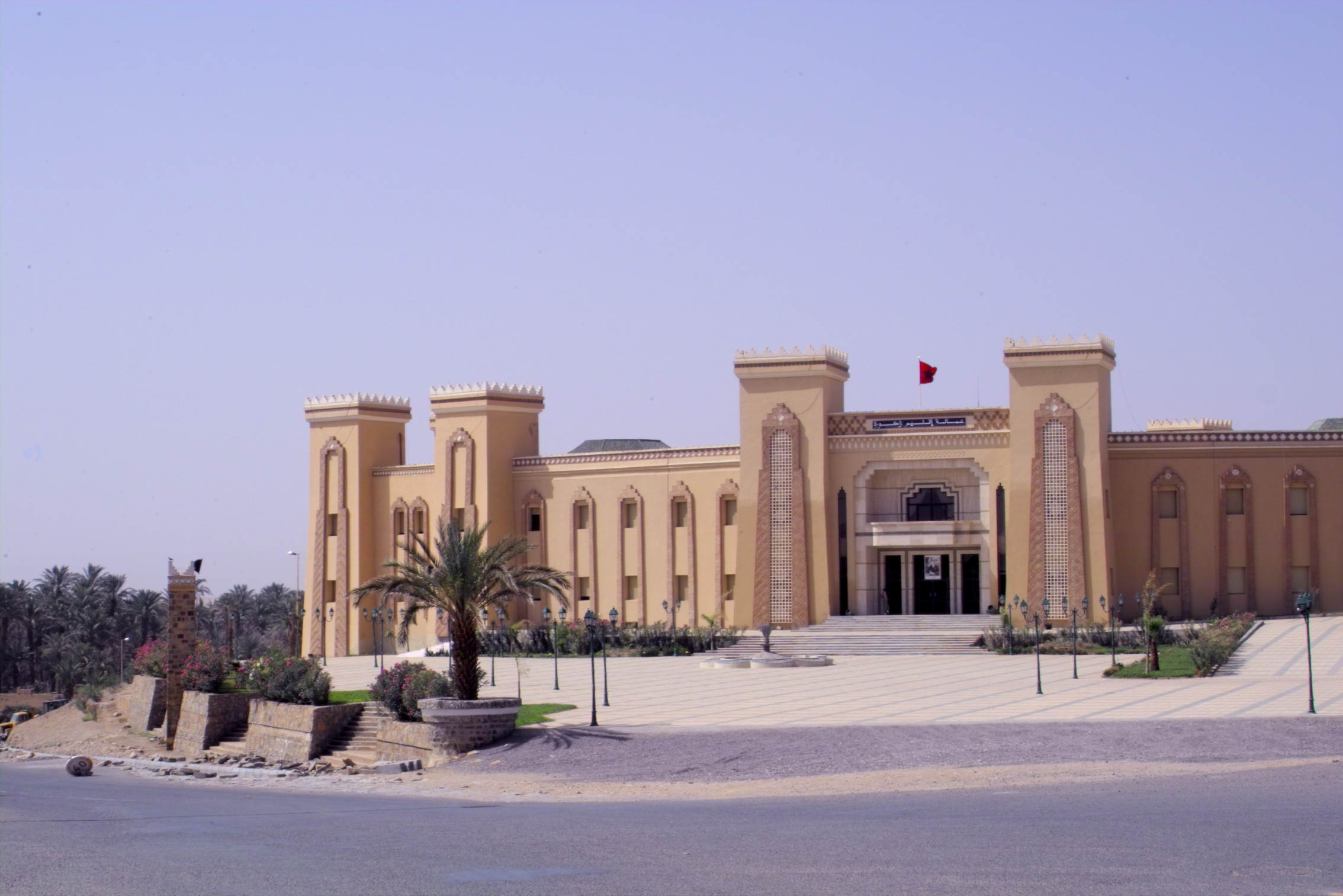

扎古拉（阿拉伯语：‎）是摩洛哥的城鎮，位於該國东南部，由德拉-塔菲拉勒特大區負責管轄，是扎古拉省的首府，處於德拉河畔，距離瓦爾扎扎特165公里，海拔高度725米，2014年人口40,067。